# Foston on the Wolds
 (septembre 2023).
Pour les articles homonymes, voir Foston.
Foston on the Wolds est une paroisse civile et un village du Yorkshire de l'Est, en Angleterre.